# Periscyphops squamosus
Periscyphops squamosus är en kräftdjursart som beskrevs av Gustav Budde-Lund 1899. Periscyphops squamosus ingår i släktet Periscyphops och familjen Eubelidae. Inga underarter finns listade i Catalogue of Life.